# Снежни топки
„Снежни топки“ (на английски: Snowtime!/Cleo; на френски: La Guerre des tuques 3D/La Bataille géante de boules de neige) е канадска компютърна анимация от 2015 година от Квебек. Режисиран от Жан-Франсоа Пулио, филмът е анимационен римейк на филма „Кучето, което спря войната“ от 1984 г.
Филмът вдъхнови спиноф телевизионния сериал Snowsnaps (Les Mini-Tuques), който се излъчва премиерно през септември 2018 г. Продължението на анимацията Racetime (La Course des tuques), излиза през декември 2018 г.

## Герои
| Герои                         | Герои                           | Глас                                | Глас               |
| Оригинал                      | Английски                       | Оригинал                            | Английски          |
| ----------------------------- | ------------------------------- | ----------------------------------- | ------------------ |
| Люк                           | Люк                             | Никълъс Савард Л'ербие              | Анджела Галупо     |
| Софи                          | Софи                            | Марилуп Улф                         | Лусинда Дейвис     |
| Франсоа ле Лонет              | Франки                          | Елен Буржоа Леклерк                 | Сандра О           |
| Пиер                          | Пиърс                           | Себастиън Рединг                    | Рос Линч           |
| Люси                          | Луси                            | Софи Кадю                           | Анджела Галупо     |
| Маранда                       | Маноло                          | Ана Касабон                         | Сонджа Бол         |
| Жак                           | Джак                            | Катрин Трюдо                        | Сонджа Бол         |
| Хенри Леру                    | Хенри                           | Андре Сове                          | Хайди Лин Уийкс    |
| Жорж Леру                     | Джордж                          | Андре Сове                          | Хайди Лин Уийкс    |
| Чабот                         | Чък                             | Гилдор Рой                          | Дон Шепърд         |
| Ти-Гай Ла Лун                 | Ники                            | Юголин Шеврет-Ландеск Алайн Пинсоно | Елизат МакРей      |
| Франс                         | Фран                            | Алайн Пинсоно                       | Джена Уийлър       |
| Даниел Бланшет от Викториявил | Даниел Бланшайър от Викториявил | Естер Пулин                         | Холи Готие-Франкъл |

## Прием
Филмът печели над 13 милиона долара в световен мащаб, включително 31,5 милиона йени в Китай.

## В България
В България филмът излиза по кината на 2 февруари 2024 г. от „Александра Филмс“ чрез компанията Floria Films, представител на Sola Media за България. Това е седмият филм, произведен за България от Floria Films.

### Нахсинхронен дублаж
Дублажът е записан във Floria Films.
| Роля             | Изпълнител             |
| ---------------- | ---------------------- |
| Люк              | Калоян Димитров-Баллан |
| Софи             | Йоана Димитрова        |
| Луси             | Емилия Петкова         |
| Джак             | Ивайло Иванов-Играта   |
| Франки           | Радинела Тотева        |
| Фран             | Радинела Тотева        |
| Хенри и Джордж   | Мартин Пашов           |
| Маноло           | Мартин Пашов           |
| Даниел Бланшайър | Мартин Пашов           |
| Чъки             | Искрен Пецов           |
| Пиърс            | Димитър Пишев          |

| Пост                                   | Име           |
| -------------------------------------- | ------------- |
| ПреводачТонрежисьорРежисьор на дублажа | Ивайло Петков |